# Ingrida Radzevičiūtė
Ingrida Radzevičiūtė (* 31. Oktober 1974 in Vilnius, Litauische SSR) ist eine ehemalige deutsche Handballspielerin. Sie spielte viele Jahre beim HC Leipzig in der Handball-Bundesliga.

## Karriere
Ingrida Radzevičiūtė begann mit 10 Jahren das Handballspielen an ihrer Schule. Hier wurde sie von Trainern einer Jugendsportschule entdeckt. Mit 18 Jahren debütierte die Rückraumspielerin in der litauischen Nationalmannschaft.
1994 wechselte sie vom litauischen Verein Eglė Vilnius zum HC Leipzig. Mit dem HCL gewann sie vier Meisterschaften (1998, 1999, 2002, 2006) und fünf Pokalsiege (1996, 2000, 2006, 2007, 2008). Nach ihrem Abschiedsspiel am 31. Mai 2008 beendete sie ihre Karriere. Im Februar 2010 startete sie ihr Comeback beim Regionalligisten TuS 1860 Neunkirchen. Als Radzevičiūtė Anfang 2011 nach Leipzig umzog, verließ sie gleichzeitig den TuS Neunkirchen. In der Saison 2010/11 wurde sie für die letzten drei Saisonspiele vom SV Aufbau Altenburg verpflichtet. Anschließend verlängerte sie ihren Vertrag in Altenburg.
1998 nahm die gelernte Bankkauffrau die deutsche Staatsbürgerschaft an. Für die deutsche Nationalmannschaft war Ingrida aufgrund einer dreijährigen Sperre nicht spielberechtigt, jedoch nahm sie an Lehrgängen der Nationalmannschaft teil. Da der Welthandballverband ihre Sperre verkürzte, konnte sie an der Weltmeisterschaft 1999 teilnehmen. Sie gehörte dem erweiterten 28er-Kader für die Weltmeisterschaft 2007 an, nahm jedoch nicht an der WM teil.
Radzevičiūtė gab im Mai 2023 ihr Comeback beim Fünftligisten Amazonen Athletic Club, mit den sie einen Monat später in die Oberliga aufstieg.

## Familiäres
Radzevičiūtė ist mit dem ehemaligen Fußballprofi Marcel Rozgonyi liiert. Das Paar hat eine gemeinsame Tochter.